# 紀元前160年代
紀元前160年代（きげんぜんひゃくろくじゅうねんだい）は、西暦による紀元前169年から紀元前160年までの10年間を指す十年紀。

## できごと

### 紀元前168年
- ピュドナの戦いでのローマ帝国の勝利により、マケドニア王国が終焉した。